# ولدن اسپرینگ (میزوری)
ولدن اسپرینگ (به انگلیسی: Weldon Spring) یک شهر در ایالات متحده آمریکا است که در شهرستان سنت چارلز، میزوری واقع شده‌است. ولدن اسپرینگ ۱۹٫۷۹ کیلومتر مربع مساحت و ۵٬۴۴۳ نفر جمعیت دارد و ۱۶۵ متر بالاتر از سطح دریا واقع شده‌است.